# Eubrianax ceylonicus
Eubrianax ceylonicus là một loài bọ cánh cứng trong họ Psephenidae. Loài này được Jäch miêu tả khoa học đầu tiên năm 1982.